# توحيد العلم سابوز
توحيد العلم سابوز (14 سبتمبر 1990 بكوكس بازار في بنغلاديش - ) هو لاعب كرة قدم بنغلاديشي في مركز الهجوم.

## روابط خارجية
- توحيد العلم سابوز على موقع إي إس بي إن إف سي (الإنجليزية)
- توحيد العلم سابوز على موقع قاعدة بيانات كرة القدم.إي يو (الإنجليزية)
- توحيد العلم سابوز على موقع ناشيونال فوتبول تيمز (الإنجليزية)
- توحيد العلم سابوز على موقع Soccerway.com (الإنجليزية)
- توحيد العلم سابوز على موقع عالم كرة القدم.نت (الإنجليزية)